# James Gilliland
James Gilliland, (n. ?, California de Sud) este un autor american, profesor, ufolog, consilier spiritual, vindecător energetic și fondator al organizației Enlightened Contact with Extraterrestrial Intelligence (ECETI).  El a studiat 6 ani Yoga, primind atestatele The Teaching of the Inner Christ și Rigdzin Norbu ("Jewel of Pure Awareness").